# Tunxi
Tunxi är ett stadsdistrikt och säte för stadsfullmäktige i staden Huangshan i provinsen Anhui i östra Kina.
Tunxi är indelat i fyra stadsdelsdistrikt och fem köpingar.
Stadsdelsdistrikt (jiedao):

- Laojie (老街街道)
- Yudong (昱东街道)
- Yuxi (昱西街道)
- Yuzhong (昱中街道)

Köpingar (zhen):

- Liyang (黎阳镇)
- Tunguang (屯光镇)
- Xintan (新潭镇)
- Yanghu (阳湖镇)
- Yiqi (奕棋镇)